# Schlupp vom grünen Stern
Schlupp vom grünen Stern ist ein 1974 im Südwest-Verlag erschienenes Kinderbuch von Ellis Kaut.

## Inhalt
Auf dem grünen Planeten Balda 7-3 (gesprochen: sieben Strich drei) geht es sehr modern und sehr ernst zu. Die Arbeit wird von vielen kleinen Robotern verrichtet, den Schluppen. Eines Tages fällt ein neuer Schlupp durch einen gravierenden Fehler auf: Er hat offenbar eine Seele. Deshalb soll er auf den Müllplaneten geschossen werden. Durch einen Fehler beim Zielen landet er aber stattdessen auf dem blauen Planeten Terra 1 (auch bekannt als unsere Erde). Der Fabrikationsgelehrte Ritschwumm meldet sich freiwillig für die Mission, Schlupp auf die Erde zu folgen und ihn dort zu vernichten. Auf der Erde lernt Schlupp eine alte Dame namens Beierlein, ihren Elektroinstallateur Halbinger und schließlich den 14-jährigen Beni kennen, mit dem er sofort Freundschaft schließt.
Beni hält ihn für eine Bauchrednerpuppe aus dem Zirkus und will ihn seinem Besitzer zurückbringen. Der Zirkusdirektor ist begeistert. Beni darf als Clown verkleidet mit Schlupp auftreten. Benis Patenonkel und -tante aber sähen ihn lieber in einer ordentlichen Lehre, und auch der überflüssig gewordene Bauchredner sinnt auf Rache.
Herr Ritschwumm, der Schlupp eigentlich vernichten soll, sieht sich ein wenig auf der Erde um, die ihn an seine Jugend auf Balda erinnert. Er steht Schlupp bei, als er vom Auto angefahren wird und als der böse Bauchredner ihm Sand ins Getriebe streut. Aber die Herren auf Balda reagieren immer ungeduldiger auf seine Ausreden, wenn er Schlupp wieder nicht vernichten konnte. Schließlich versteckt er Schlupp im Wald unter ein paar Ästen, schaltet ihn ab, richtet seine Verglühpistole auf eine alte Waschmaschine auf dem naheliegenden Schrottplatz und kann so die Herren auf Balda 7-3 täuschen.

## Adaptionen
1975 erschien die Geschichte als Hörspiel beim Phonogram-Label Fontana.
Das Buch wurde 1986 von der Augsburger Puppenkiste als Marionettenstück in vier Folgen zu je einer halben Stunde verfilmt. 1987 folgten vier weitere Folgen unter dem Titel Schlupp vom grünen Stern – Neue Abenteuer auf Terra. Darin wird Schlupp wieder aktiviert, nachdem Holzfäller den schlafenden Roboter im Wald gefunden haben. Fortan nutzen sie Schlupps Fähigkeiten nach allen Regeln der Kunst aus, um sich von ihm bei ihrer Arbeit helfen zu lassen. Damit er ihnen nicht weglaufen kann, wird Schlupp in den Arbeitspausen mit einer Kette gefesselt. Zu Schlupps Glück findet ihn sein alter Freund Beni, der ihn aus der Hand der Holzfäller befreit. 
Die Reaktivierung des Roboters bleibt auf dem Planeten Balda 7-3 nicht unbemerkt. Die grünen Herren, wie die Bewohner des Planeten genannt werden, beschließen deshalb seine endgültige Zerstörung. Zu diesem Zweck schicken sie den Weltraumkiller Ratakresch auf die Erde, um den kleinen Roboter zu „zerschäumen“. Ratakresch fliegt jedoch nicht allein zum blauen Planeten – der aus der ersten Serie bekannte Ritschwumm reist als blinder Passagier mit, um Schlupp schützen zu können. Auf der Erde angelangt, freundet sich Ritschwumm mit Beni an und versucht, gemeinsam mit ihm Schlupp zu retten. Am Ende gelingt es den beiden, Ratakresch zu überzeugen, von der Zerstörung des Roboters abzusehen. Ritschwumm verbleibt auf Terra, während Ratakresch mit einer Notlüge zum Planeten Balda 7-3 zurückkehrt.
Der Schauspieler Sven Nichulski hat dem Schlupp seine Stimme geliehen.

## Medien
Literatur
- Ellis Kaut: Schlupp vom grünen Stern, Lentz Verlag (Januar 1985), ISBN 3880101302

DVD
- Augsburger Puppenkiste: Schlupp vom grünen Stern, 2006, ISBN 3898441156
- Augsburger Puppenkiste: Schlupp vom grünen Stern – Neue Abenteuer auf Terra, 2006